# Ратуша (Лидс)
Ратуша в Лидсе (англ. Leeds Civic Hall) — здание городского совета Лидса, расположенное на площади Тысячелетия, в Уэст-Йоркшире, Великобритания. Дизайн ратуши — результат конкурса, проведённого в 1926 году. Конкурс выиграл Винсент Харрис. Постройка началась в 1931 году, зал был открыт Георгом V 23 августа 1933 года.
Стоимость строительства составила £360000; при этом из-за Великой депрессии большинство людей, занимающихся строительством, в противном случае были бы безработными, поэтому строительство здания было использовано и как создание рабочих мест. В здании городского совета Лидса есть офисы, номера лорд-мэров, советы палаты и банкетный зал.
Ратуша до сих пор используется для проведения концертов и других мероприятий; также здание используется для проживания.

## Фотографии

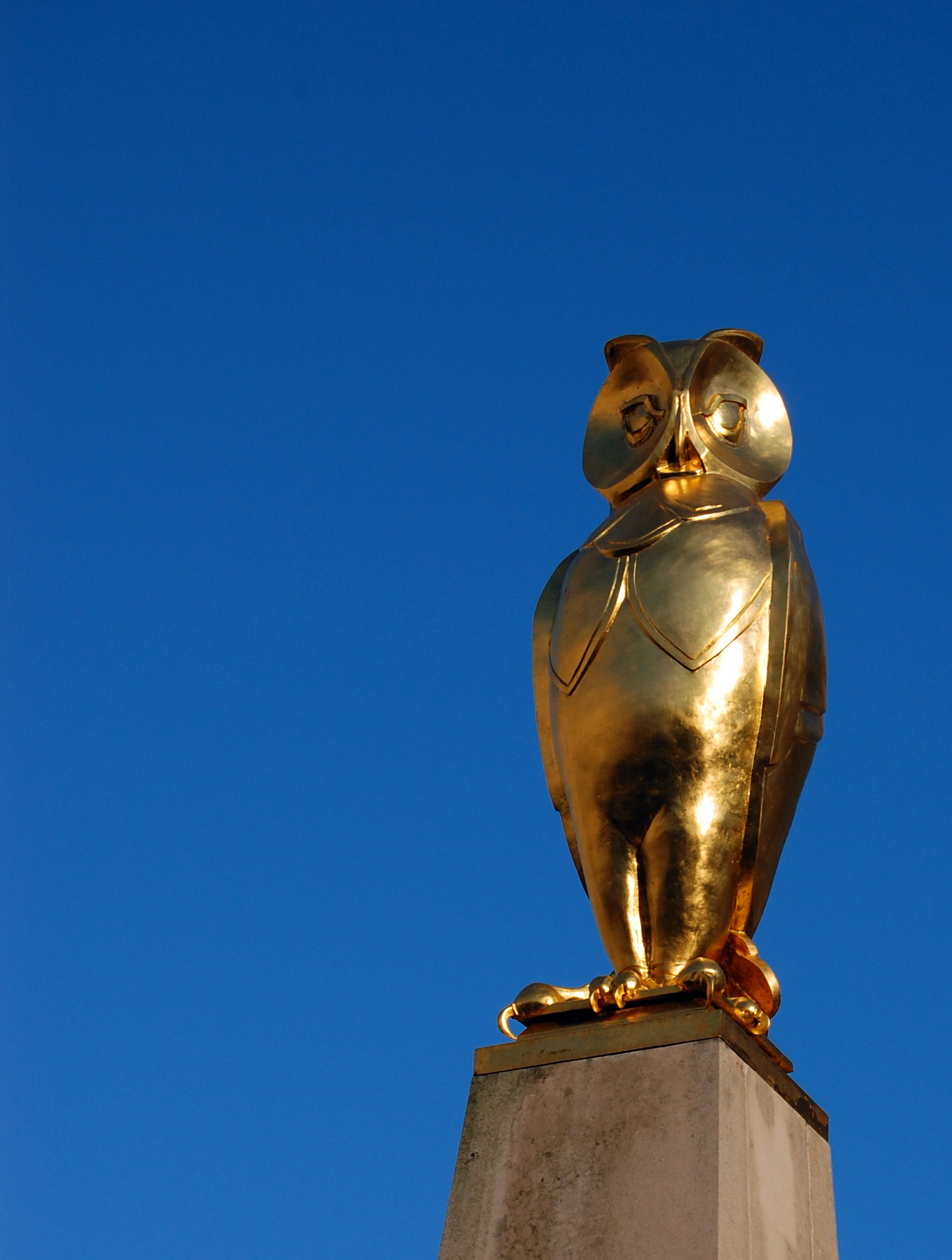
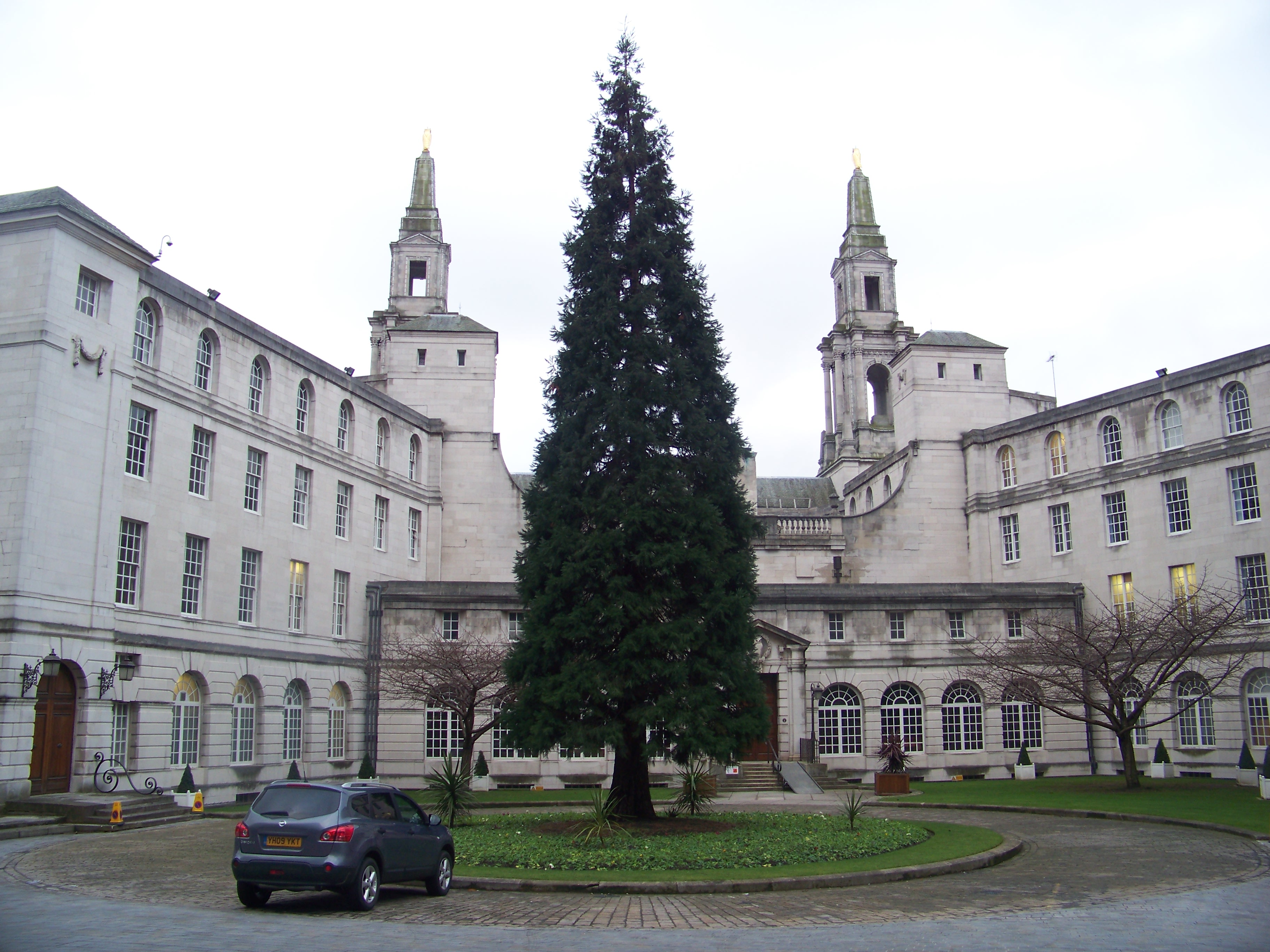
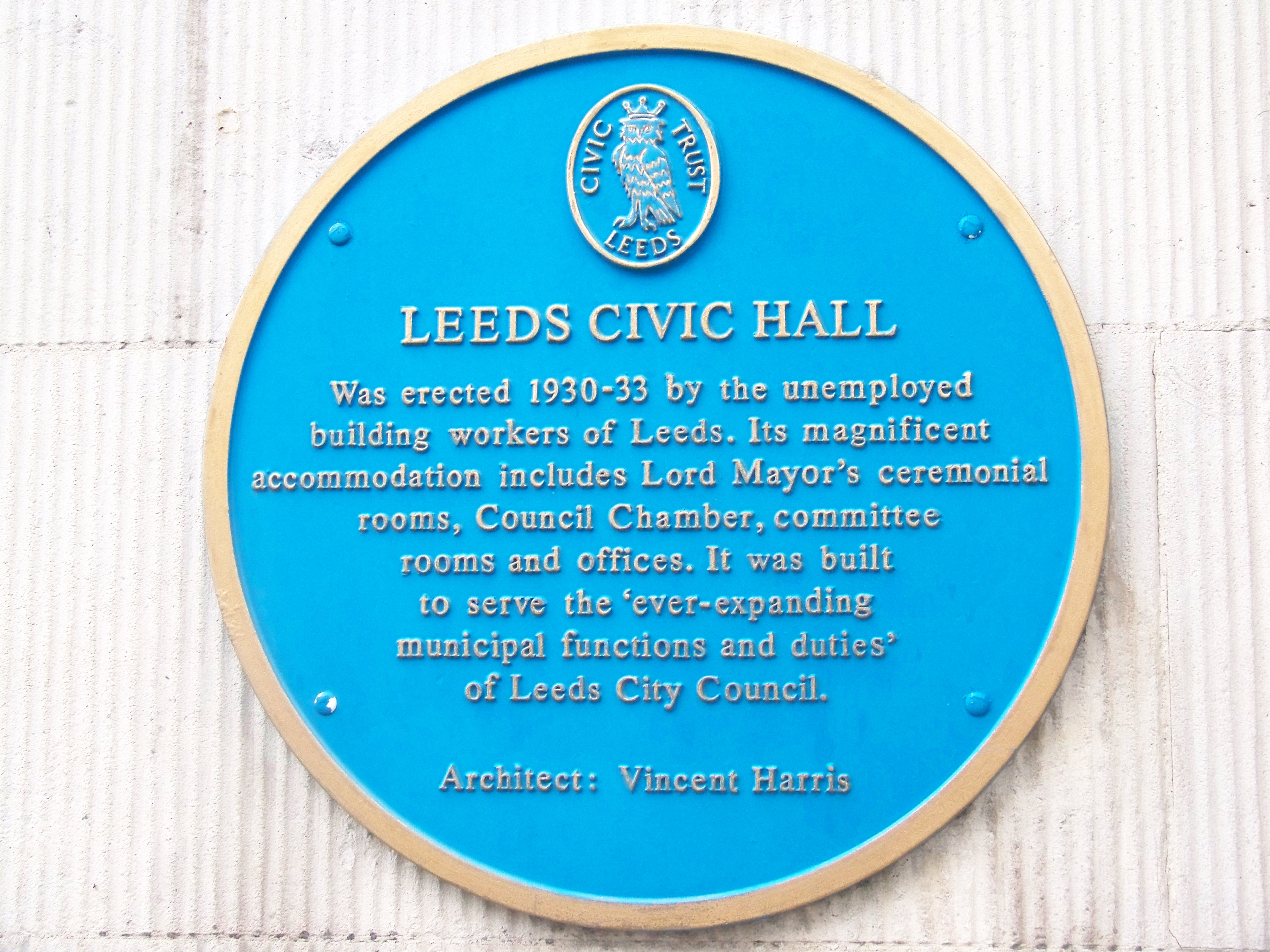